# Gurisatti Gyula
Gurisatti Gyula (1966. május 1. –) négyszeres világbajnok, Európa-bajnok búvárúszó, négyszeres paralimpikon sportlövő, háromszoros világbajnok mozgáskorlátozott sporthorgász.

## Kiemelkedő eredményei
- 2007 - Parasportlövő világkupa, SH1 szabadpisztoly 60 m, 4. helyezés
- 2010 - Parasportlövő világbajnokság, SH1 szabadpisztoly 60 m, 9. helyezés
- 2012 - Paralimpia, London, SH1 szabadpisztoly, 13. helyezés
- 2014 - Parasportlövő világbajnokság, SH1 szabadpisztoly, 10. helyezés
- 2016 - Paralimpia, Rio de Janeiro, SH1 légpisztoly, 12. helyezés
- 2018 - Parasportlövő világbajnokság, SH1 légpisztoly, 13. helyezés
- 2021 - Parasportlövő világkupa, SH1 P1 10 m légpisztoly, 6. helyezés
- 2021 - Parasportlövő világkupa, SH1 P1 10 m légpisztoly, 5. helyezés

## Elismerései
- 1990 – „Pro urbe” díj mint Dunaújváros első világbajnoka
- 2003 – Csík Ferenc állami kitüntetés
- 2009 – Légpisztoly 60 m világranglista 1. hely
- 2010 – Légpisztoly 60 m világranglista 1. hely
- 2011 – Légpisztoly 60 m világranglista 1. hely